# Entomobrya gisini
Entomobrya gisini är en urinsektsart som beskrevs av Christiansen 1958. Entomobrya gisini ingår i släktet Entomobrya och familjen brokhoppstjärtar. Inga underarter finns listade i Catalogue of Life.